# Села при Айдовцу
Села при Айдовцу (на словенски: Sela pri Ajdovcu) е село в Словения, регион Югоизточна Словения, община Жужемберк. Според Националната статистическа служба на Република Словения през 2015 г. селото има 8 жители.